# Preslap
Preslap (cirill betűkkel Преслап) egy falu Szerbiában, a Jablanicai körzetben, Crna Trava községben.

## Népesség
- 1948-ban 730 lakosa volt.
- 1953-ban 732 lakosa volt.
- 1961-ben 792 lakosa volt.
- 1971-ben 764 lakosa volt.
- 1981-ben 527 lakosa volt.
- 1991-ben 329 lakosa volt
- 2002-ben 251 lakosa volt,[1] akik közül 249 szerb (99,2%), 1 ismeretlen.[2]